# Champawat (distrikt)
Champawat är ett distrikt i den indiska delstaten Uttarakhand. Den administrativa huvudorten är staden Champawat. Distriktets befolkning uppgick till cirka 225 000 invånare vid folkräkningen 2001. Champawat gränsar till Nepal i öster. 

## Administrativ indelning
Distriktet är indelat i endast en tehsil, en kommunliknande administrativ enhet:
- Champawat

## Urbanisering
Distriktets urbaniseringsgrad uppgick till 15,04 % vid folkräkningen 2001. Den administrativa huvudorten är Champawat, men den är inte distriktets största stad (det är Tanakpur). Ytterligare två samhällen har urban status:
- Banbasa, Lohaghat